# Брусника (компания)
«Брусника» — российская девелоперская компания. Специализируется на строительстве жилых многоэтажных домов. Основана в 2004 году. Штаб-квартира находится в Екатеринбурге, проекты — в Тюмени, Новосибирске, Екатеринбурге, Сургуте, Видном, Кургане, Краснообске, Омске и Москве.
«Брусника» вошла в рейтинг надёжности российских застройщиков 2019 года и в рейтинг уверенности российских застройщиков 2022 года по версии Forbes. В 2020 году компания официально включена в перечень системообразующих предприятий российской экономики. В 2021 году «Брусника» возглавляла интегральный рейтинг ЕРЗ по потребительским качествам проектов.
С момента начала своей деятельности застройщик ввел в эксплуатацию 2 млн квадратных метров. 1 августа 2024 года входил в десятку крупнейших девелоперов России по объёму текущего строительства.

## История
В 2004 году начала деятельность под наименованием «Партнёр-Инвест» в составе холдинга «Партнёр», объединяющего предприятия Тюмени в сфере строительства, производства и торговли.
С 2005 года компания начала девелоперскую деятельность и формирование земельного банка. В 2010 году компания запустила второй проект комплексного освоения микрорайона «Европейский» в Тюмени. В 2011 году Брусника купила новосибирскую компанию Сибакадемстрой.
В 2013 году Брусника вышла на рынок Екатеринбурга и приступила к строительству жилого района «Каменный ручей». В этом же году в Тюмени были запущены два новых проекта: квартал «Новин» и микрорайон «Видный». В 2014 году в центре тюменского микрорайона «Европейский» Тюмени состоялось открытие «площади Европы» с фонтаном.
В 2014 году в партнёрстве с Baring Vostok состоялся запуск проекта комплексного освоения в городе Сургуте.
В октябре 2015 года компания провела ребрендинг, объединив подразделения в пяти городах под одним именем «Брусника» во всех городах присутствия, в Новосибирске в период до 2018 года деятельность велась под наименованием «Сибакадемстрой» (по названию купленного в 2010 году местного застройщика).
В 2016 году начат первый проект в Московском регионе (жилой комплекс «Первый квартал» в городе Видное).
В июне 2018 года совместно со Сбербанком впервые на рынке запустила механизм проектного финансирования с использованием эскроу-счетов. В этом же году компания получила национальный кредитный рейтинг на уровне BBB+ (прогноз стабильный) от РА Эксперт.
В 2019 году Брусника провела реорганизацию и стала единой компанией с филиалами в Екатеринбурге, Новосибирске, Тюмени, Сургуте и Москве. Компания получила национальный кредитный рейтинг на уровне BBB+(RU) (прогноз стабильный) от АКРА и вошла в ТОП-5 застройщиков по версии Forbes. В этом же году компания создала совместное предприятие с финским концерном ЮИТ по управлению жилым фондом.
В 2020 году компания провела дебютный выпуск облигаций на Московской бирже, а также получила статус системообразующего застройщика России и лидера по использованию системы BIM-360, подтвердила кредитный рейтинг на уровне ruBBB+. Совместно с Дом.рф девелопер приступил к реализации первого арендного дома в Екатеринбурге.
По результатам 2020 года по МСФО выручка и EBITDA Брусники приросли на четверть. Начато строительство квартала «Резиденция» в Кургане.
В 2021 году рейтинговое агентство АКРА повысило кредитный рейтинг Брусники до уровня А-(RU), прогноз «Стабильный», и выпуска облигаций компании — до уровня А-(RU). В этом же году Брусника заключила соглашение о реализации инвестиционного проекта в Омске, рассчитанного на 13 лет и более 300 тыс. кв. метров жилья, а также запустила современное мобильное производство на участке под застройку нового жилого района «Пшеница» в Краснообске и открыла собственное производство дерево-алюминиевых окон в Екатеринбурге. Компания получила первый в РФ международный сертификат BREEAM уровня excellent.
В 2021 году Брусника разместила два выпуска биржевых облигаций на Московской бирже на общую сумму 10 млрд рублей.
В марте 2022 года рейтинговое агентство АКРА подтвердило рейтинг компании на уровне А-(RU) со «стабильным» прогнозом, а также рейтинги выпусков облигаций на уровне А-(RU). Брусника ввела в эксплуатацию первый арендный дом на Урале, реализованный совместно с Дом.рф. Общая площадь арендного дома составила 14 тыс. кв. метров жилья (300 квартир).
В марте 2023 года Брусника получила кредитный рейтинг А- от АКРА и НКР. В феврале 2024 года эксперты НКР и АКРА подтвердили кредитный рейтинг Брусники на уровне А-. Прогноз от обоих агентств — стабильный. В микрорайоне «Европейский берег» Новосибирске компания ввела в эксплуатацию школу, в «Первом квартале» в Видном (МО) сдан детский сад-ясли. Начато строительство первого проекта Брусники в Москве — квартала «Метроном», который расположен в Метрогородке в границах улицы Тагильская и первого Иртышского проезда.

## Премии и конкурсы
В 2014 году микрорайон «Европейский» в Тюмени получил гран-при национального архитектурного фестиваля «Золотая капитель», серебряный диплом за концепцию и награду независимого журналистского жюри. В этом же году микрорайон стал победителем конкурса девелоперских проектов FIABCI Prix d’Exellence в номинации «Мастер-план» и вошёл в сборник лучших российских архитектурных проектов «Качественная архитектура 2014».
В 2016 году квартал «Новин» в Тюмени стал серебряным призёром VII Российской национальной премии по ландшафтной архитектуре в номинации «Лучший реализованный объект комплексного благоустройства жилой среды», а микрорайон «Европейский Берег» победил в номинации «Лучший реализованный проект комплексного освоения территории» в градостроительном конкурсе Министерства строительства и ЖКХ РФ
В 2019 году жилой дом «Кандинский» в Екатеринбурге стал победителем в номинации High-Rise Development среди европейских проектов в международной премии European Property Awards. В 2020 году реализованный ландшафт жилого дома «Кандинский» и проект ландшафта в тюменском квартале «1А Первомайская» победили в Российской национальной премии по ландшафтной архитектуре. В этом же году проекты Брусники победили в ряде номинаций в первом ежегодном градостроительном конкурсе жилых комплексов-новостроек ТОП ЖК 2020 от ЕРЗ.РФ: квартал «Новин» в номинации «Лучший жилой комплекс-новостройка в ХМАО»; «Европейский квартал» в номинации «Лучший жилой комплекс-новостройка в Тюменской области» и «Лучший жилой комплекс-новостройка в РФ, многоэтажные дома»; жилой район «Шишимская горка» победил в номинации «Лучший жилой комплекс-новостройка в Свердловской области, доступное жильё»; «Первый квартал» в номинации «Лучший жилой комплекс-новостройка в Московской области». Призёрами первого ежегодного градостроительного конкурса жилых комплексов-новостроек ТОП ЖК от ЕРЗ.РФ 2020 стали квартал «Новин» в Тюмени, квартал «На Декабристов» в Новосибирске, квартал «Суходольский» и "Южные кварталы"в Екатеринбурге.
В 2021 году урбан-вилла в тюменском «Европейском квартале» стала победителем премии International BREEAM Awards 2021 в номинации «Жильё — Здания в стадии проектирования».
В 2023 году Брусника стала победителем федеральной премии ТОП ЖК — 2023. Квартал «На Некрасова» в Екатеринбурге признан лучшей новостройкой России, а квартал урбан-вилл «На Никитина» в Новосибирске — лучшим проектом редевелопмента жилой застройки. Школа в Новосибирске одержала победу в трёх номинациях национального архитектурного фестиваля «Золотая капитель»: «Лучший проект Новосибирска», «Лидер рейтинга конкурса», «Гран-при» и «Гамбургский счёт II степени»; заняла первое место в номинации «Интерьеры, выбор жюри» общероссийской премии за лучшее архитектурное сооружение из дерева «АрхиWOOD»; получила почётное упоминание в категории «Архитектурный дизайн» швейцарской премии BLT Awards; получила золотой диплом смотр-конкурса Build School Project в номинации «Лучший объект нового строительства», заняла первое место в международном конкурсе Golden Trezzini Awards в номинации «Лучший проект общественного здания». Соседский центр в микрорайоне «Евроберег» в Новосибирске взял золото сеульской премии в области архитектуры и дизайна ArchFrame в номинации «Общественные здания. Постройки».
Парковочный комплекс «Скала» в «Евробереге» получил золотую медаль Российской академии архитектуры и строительных наук (2023 год). 
В мае 2024 года «Скала» также получила почётное упоминание в международной премии в области архитектуры и дизайна Architizer A+ Awards. Мастер-план жилого района «Речной порт» вошёл в шорт-лист итальянской премии The Plan Award 2024.